# منحنی کوزنتس

منحنی فرضی منحنی کوزنتس. منحنی‌هایی که به صورت تجربی مشاهده شدند صاف یا متقارن نیستند؛ مثلاً منبع شماره برای یافتن مثال‌هایی از منحنی‌های «واقعی» مشاهده کنید.

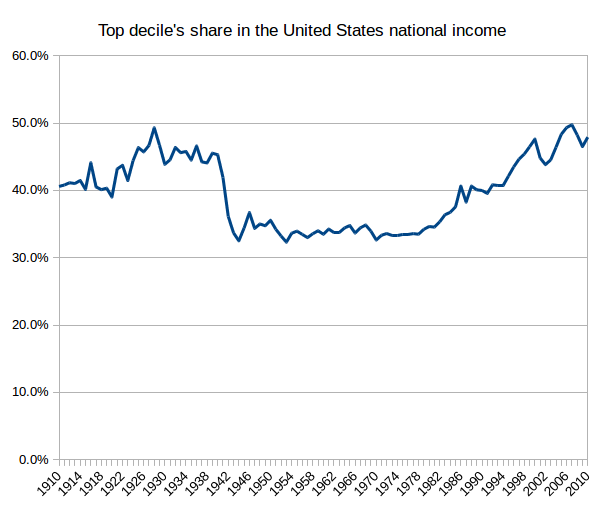
اندازه‌گیری نابرابری درآمد: سهم دهک بالا در درآمد ملی ایالات متحده، ۲۰۱۰–۱۹۱۰. پیکتی بیان می‌کند که کوزنتس، کاهش نابرابری در نقطه پایانی توسعه این نابرابری را در ۱۹۳۰ تا ۱۹۵۰ اشتباه متوجه شده‌است. از ۱۹۵۰ به بعد، نابرابری مجدداً به سطوح پیش از جنگ جهانی دوم رسید و روندهای مشابهی نیز در نابرابری اقتصادی در کشورهای اروپایی مشاهده می‌شود.

منحنی کوزنتس (به انگلیسی: Kuznets curve؛ (‎/ˈkʌznɛts/‎)) فرضیه‌ای را بیان می‌کند که توسط سیمون کوزنتس در دهه ۱۹۵۰ و ۱۹۶۰ مطرح شد. بر اساس این فرضیه، زمانی که اقتصادی توسعه پیدا می‌کند، نیروهای بازار در ابتدا باعث افزایش نابرابری اقتصادی و سپس منجر به کاهش آن می‌شوند.
یک توضیح برای این پدیده این است که در مراحل اولیه توسعه اقتصادی، فرصت‌های سرمایه‌گذاری، برای آن کسانی که پول دارند زیاد می‌شود و در همان حال هجوم نیروی کار ارزان روستایی به شهرها باعث کاهش دستمزدها می‌شود. در حالی که در اقتصادهای توسعه یافته، ذخایر سرمایه انسانی (تخمینی از هزینه ای که متحمل شده اما هنوز پرداخت نشده‌است) به جای ذخایر سرمایه فیزیکی به عنوان منبع اصلی رشد اقتصاد مطرح می‌شود؛ و نابرابری اقتصادی با کاهش سطوح آموزش، سرعت رشد اقتصادی را کاهش می‌دهد، زیرا افراد فقیرتر و محرومتر در شرایط ناقص بازارها و اعتبار، پول کافی برای تأمین مخارج تحصیل خود را ندارند.
منحنی نشان می‌دهد، که هر گاه صنعتی شدن در کشوری اتفاق می‌افتد- و به ویژه با مکانیزه شدن کشاورزی- کانون اقتصاد آن کشور به شهرها سوق داده می‌شود. مهاجرت داخلی کشاورزانی که به دنبال یافتن مشاغل با درآمد بهتر در مراکز شهری هستند شکاف قابل توجهی در نابرابری روستایی-شهری ایجاد می‌کند (صاحبان بنگاه‌ها سود به دست می‌آورند، در حالیکه کارگران این صنایع مشاهده می‌کنند درآمدشان با نرخ بسیار کمتری افزایش می‌یابد و احتمالاً کارگران کشاورزی کاهش درآمدشان را خواهند دید) با افزایش جمعیت شهری، جمعیت روستا کاهش می‌یابد. سپس انتظار می‌رود وقتی افراد به سطح مشخصی از میانگین درآمد دست می‌یابند، نابرابری اقتصادی کاهش یابد و فرآیندهای صنعتی سازی-دموکراتیک شدن و بهبود وضعیت رفاهی مردم- با رشد سریعی که ایجاد می‌کند مزیت‌هایی را برای همه مردم ایجاد فراهم می‌کند و درآمد سرانه افزایش می‌یابد. کوزنتس معتقد است که نابرابری شکلی مانند "U" وارونه را دنبال می‌کند، زیرا یکبار نابرابری اقتصادی افزایش می‌یابد اما پس از آن، با افزایش درآمد سرانه، مجدداً این نابرابری اقتصادی کاهش می‌یابد.
نمودارهای منحنی کوزنتس یک منحنی به شکل U معکوس را نشان می‌دهد، هرچند متغیرهای محورها، اغلب ترکیبی و هماهنگ هستند و نابرابری یا ضریب جینی روی محور Y و توسعه اقتصادی، زمان یا درآمدهای سرانه روی محور X نشان داده می‌شوند.
از سال ۱۹۹۱ به بعد منحنی کوزنتس زیست‌محیطی (EKC) به یک ویژگی معیار در مقالات فنی مربوط به سیاست گذاری زیست‌محیطی تبدیل شده‌است گرچه کاربرد آن هنوز شدیداً مورد بحث و جدل است.

## نسبت کوزنتس
نسبت کوزنتس عبارت است از اندازه‌گیری نسبت درآمد خانوارهایی که بیشترین درآمد را دارند (معمولاً %۲۰ بالایی خانوارها) به درآمد خانوارهایی که کمترین درآمد را دارند و معمولاً توسط %۲۰ پایین‌ترین یا %۴۰ پایین‌ترین سطح درآمد اندازه‌گیری می‌شود. با مقایسه %۲۰ بالاترین درآمد با %۲۰ پایین‌ترین درآمد، انتظار می‌رود که توزیع درآمد کاملاً برابر باشد و به ۱ برسد؛ اما مقایسه %۲۰ بالاترین درآمد با %۴۰ پایین‌ترین درآمد، این عدد را به ۰٫۵ می‌رساند.
کوزنتس دو توضیح مشابه برای این پدیده تاریخی داشت:
1. کارگران از بخش کشاورزی به بخش صنعت رفتند و
2. کارگران روستایی به شغل‌های شهری روی آوردند

در هر دو توضیح، پس از اینکه %۵۰ جابجایی نیروی کار به سوی مشاغلی با دستمزد بالاتر انجام شد، نابرابری اقتصادی کاهش خواهد یافت.

## انتقادات
منتقدان نظریه منحنی کوزنتس معتقدند شکل U که در این منحنی مطرح می‌شود، هر کشور به‌طور مجزا این روند پیشرفت را طی نکرده‌است، بلکه از تفاوت‌های تاریخی بین کشورها نشات می‌گیرد؛ مثلاً بسیاری از کشورهای با درآمد متوسط که در مجموعه داده‌های کوزنتس استفاده شدند در آمریکای لاتین قرار داشتند که به صورت تاریخی، سطوح نابرابری اقتصادی در این منطقه بالا بوده‌است. وقتی این متغیر در منحنی کنترل می‌شود، شکل U منحنی شروع به از بین رفتن می‌کند. (به عنوان مثال، Deininger and Squire 1998) فیلدز (۲۰۰۱) با در نظر گرفتن شواهد تجربی که مبتنی بر مدل پانل‌های بزرگی از کشورها یا رویکردهای سری زمانی است، فرضیه کوزنتس را رد می‌کند.
معجزه آسیای شرقی (EAM) برای زیر سؤال بردن نظریه منحنی کوزنتس استفاده شده‌است. رشد اقتصادی سریع هشت کشور آسیای شرقی – ژاپن، کره جنوبی، تایوان، سنگاپور (چهار ببر آسیایی)، اندونزی، تایلند، و مالزی – در سال‌های ۱۹۶۵ تا ۱۹۹۰، معجزه آسیای شرقی نامیده شد. تولیدات صنعتی و صادرات به سرعت و با قدرت رشد کرد. همزمان با این رشد اقتصادی، امید به زندگی افزایش یافت و میزان جمعیتی که در فقر مطلق زندگی می‌کردند، کاهش یافت. این فرایند توسعه برخلاف نظریه منحنی کوزنتس بود. پژوهش‌های بسیاری انجام شده‌است تا مشخص کند معجزه آسیای شرقی (EAM) چطور توانست از تأمین منافع رشد اقتصادی سریع برای مردم و توزیع گسترده آن میان آنها اطمینان حاصل کند، زیرا نظریه کوزنتس عنوان می‌کند انباشته‌شدن سریع سرمایه، منجر به افزایش اولیه در نابرابری اقتصادی می‌شود. جوزف استیگلیتز بیان می‌کند که فرایند توسعه اقتصادی گسترده و موفقی که آسیای شرقی همزمان با کاهش فوری نابرابری اقتصادی در جمعیت خود تجربه می‌کند را می‌توان با سرمایه‌گذاری مجدد فوری مزایای اولیه ناشی از این رشد اقتصادی توضیح داد که در اصلاح زمین (افزایش بهره‌وری، درآمد و پس‌انداز روستایی)، آموزش همگانی (تأمین فرصت‌های برابر بیشتر و آنچه که استیگلیتز «زیرساخت روشنفکری» برای بهره‌وری نامگذاری می‌کند) و سیاست‌های صنعتی برای توزیع عادلانه‌تر درآمد از طریق دستمزدهای بالا و افزایشی؛ محدود کردن افزایش قیمت اجناس سرمایه‌گذاری می‌شود. این عوامل، میانگین توانایی مصرف و سرمایه‌گذاری شهروندان در اقتصاد را افزایش داد، تا مشارکت بیشتری در رشد اقتصادی داشته باشند. استیگلیتز تأکید می‌کند که نرخ بالای رشد اقتصادی، منابعی رابرای ترویج برابری اقتصادی فراهم کرد، که به عنوان یک حلقه بازخورد مثبت برای حمایت از نرخ بالای رشد عمل کرد. «معجزه آسیای شرقی» از فرضیه منحنی کوزنتس تخطی می‌کند که منحنی کوزنتس اصرار دارد رشد، موجب تولید نابرابری می‌شود و نابرابری اقتصادی یکی از ملزومات رشد کلی اقتصاد است.
گابریل پالما، استاد دانشگاه کمبریج در تحقیقات اخیر خود هیچ شواهدی برای منحنی کوزنتس دربارهٔ نابرابری اقتصادی نیافت:
«به نظر می‌رسد شواهد آماری مربوط به بخش «رو به بالا» در «U معکوس» این منحنی که رابطه بین نابرابری اقتصادی و درآمد سرانه را نشان می‌دهد ناپدید شده‌است، زیرا بسیاری از کشورهای کم‌درآمد و دارای درآمد کم تا متوسط، اکنون توزیع درآمدی مشابه با بسیاری از کشورهایی با درآمد متوسط دارند (به جز کشورهای آمریکای لاتین و آفریقای جنوبی). در حال حاضر توزیع درآمد نیمی از کشورهای صحرای آفریقا و بسیاری از کشورهای آسیایی از جمله هند، چین و ویتنام، مشابه توزیع درآمد در شمال آفریقا، کشورهای کارائیب و لایه دوم کشورهای تازه صنعتی شده (NIC) است. این سطح درآمد مشابه سطح درآمد نیمی از لایه اول کشورهای تازه صنعتی شده، کشورهای مدیترانه‌ای اروپای شرقی و کشورهای انگلیسی زبان عضو سازمان توسعه و همکاری اقتصادی (OECD) (به جز آمریکا) نیز هست. درنتیجه، اکنون حدود ۸۰ درصد جمعیت جهان در کشورهایی با ضریب جینی حدود ۴۰ زندگی می‌کنند.»
پالما اشاره می‌کند در میان کشورهایی با درآمد متوسط، فقط کشورهایی که در آمریکای لاتین و آفریقای جنوبی واقع‌اند، در گروه نابرابری اقتصادی مربوط به خودشان قرار دارند. او به جای استفاده از منحنی کوزنتس، جمعیت را تبدیل به دهک‌هایی می‌کند تا رابطه بین درآمد آنها و نابرابری در درآمد را بررسی کند. سپس پالما نشان می‌دهد دو روند توزیعی در نابرابری اقتصادی در یک کشور اتفاق می‌افتد:
«یکی از این روندها به شکل «گریز از مرکز» است و در دو دنباله توزیع رخ می‌دهد – منجر به افزایش تنوع سهم درآمد ۱۰ درصد بالا و چهل درصد پایین درآمد در این کشورها می‌شود. روند دیگر به شکل «مرکزگرا» است و در میانه دنباله توزیع رخ می‌دهد – به یکنواختی قابل‌توجهی در سهم درآمد نیمی از جمعیت که در دهک ۵ تا ۹ قرار دارند، منجر می‌شود.»
بنابراین سهم ۱۰ درصد از پولدارترین افراد جمعیت، بر سهم ۴۰ درصد از فقیرترین افراد جمعیت تأثیر می‌گذارد، و افرادی با درآمد متوسط و متوسط رو به بالا، در همه کشورها در وضعیت یکسان باقی می‌مانند.
توماس پیکتی در سرمایه در قرن بیست و یکم، کارایی منحنی کوزنتس را رد می‌کند. او اشاره می‌کند در برخی کشورهای ثروتمند، سطح نابرابری درآمد در قرن بیست و یکم، از سطح نابرابری درآمد در دهه‌های پایانی قرن بیستم پیش افتاده‌است و عنوان می‌کند که وقتی در بلندمدت نرخ بازده سرمایه بیشتر از نرخ رشد اقتصادی باشد،نتیجه آن انباشت ثروت است.

## هشدارهای خود کوزنتس
رابرت فوگل، اقتصاددان، در زندگینامه‌ای که با توجه به روش‌های علمی سیمون کوزنتس نوشت، به برخی هشدارهای خود کوزنتس دربارهٔ «شکنندگی داده‌ها» که در این فرضیه به کار می‌رود، اشاره کرد. فوگل می‌گوید بیشتر مقاله کوزنتس به توضیح عوامل متضادی که در این فرضیه مطرح می‌شدند اختصاص یافته‌است. فوگل بر بیان این بخش از نظر کوزنتس تأکید دارد که «حتی اگر داده‌ها معتبر باشند، این داده‌ها متعلق به دوره زمانی بسیار محدود و تجربیات تاریخی استثنایی هستند». فوگل اشاره کرد با وجود این «هشدارهای مکرر»، پیش‌بینی‌های احتیاط‌آمیز کوزنتس نادیده گرفته شد و جایگاه منحنی کوزنتس توسط دیگر اقتصاددانان تا حد یک «قانون» ترفیع یافت.

## نابرابری و آزادسازی تجارت
تحقیق دابسون و راملوگان، به دنبال شناسایی رابطه‌ای بین نابرابری و آزادسازی تجارت بود. یافته‌های ترکیبی دربارهٔ این موضوع مطرح شده‌است- بعضی از کشورهای در حال توسعه، در پی آزادسازی تجارت، نابرابری بیشتر یا نابرابری کمتر اقتصادی را تجربه کرده‌اند یا هیچ تفاوتی در نابرابری اقتصادی تجربه نکرده‌اند. به این ترتیب دابسون و راملوگان عنوان می‌کنند شاید باز بودن تجارت بتواند از طریق چارچوب منحنی کوزنتس، به نابرابری اقتصادی مرتبط شود. نمودار آزادسازی تجارت در برابر نابرابری اقتصادی، بازبودن تجارت را در محور X، و نابرابری اقتصادی را در محور Y اندازه‌گیری می‌کند. دابسون و راملوگان بازبودن تجاری را با توجه به نسبت صادرات و واردات (تجارت کل) و میانگین نرخ تعرفه، تعیین می‌کنند؛ نابرابری با نرخ ناخالص ثبت‌نام در مدراس ابتدایی، سهم کشاورزی در تولید کل، نرخ تورم، و خصوصی‌سازی تجمعی تعیین می‌شود. با مطالعه داده‌های چند کشور آمریکای لاتین که سیاست‌های آزادسازی تجارت را در ۳۰ سال گذشته اجرا کرده‌اند، به نظر می‌رسد منحنی کوزنتس در رابطه بین آزادسازی تجارت و نابرابری (که با ضریب جینی اندازه‌گیری می‌شود) به کار می‌آید. درهرحال بسیاری از این کشورها در بخش تولید که با نیروی کار کم مهارت انجام می‌شود، شاهد جابجایی به سوی فعالیت‌های متمرکز بر منابع طبیعی بودند. این جابجایی چندان به نفع کارگران کم‌مهارت نخواهد بود؛ بنابراین اگرچه شواهد این کشورها نشان می‌دهد منحنی کوزنتس در رابطه با آزادسازی تجارت تأیید می‌شود، اما دابسون و راملوگان بیان می‌کنند سیاست‌های توزیع مجدد باید همزمان اجرا شود تا افزایش اولیه نابرابری اقتصادی کاهش یابد.

## منحنی کوزنتس زیست‌محیطی

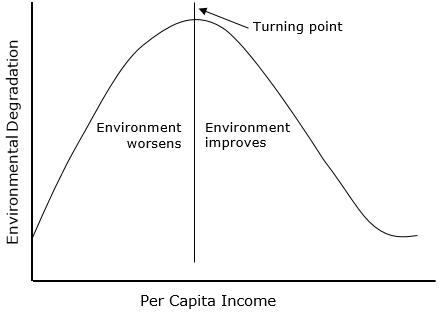
منحنی کوزنتس زیست‌محیطی فرضی: تفسیر منحنی کوزنتس برای استفاده منابع طبیعی.

منحنی کوزنتس زیست‌محیطی (EKC) یک رابطه فرضی بین کیفیت زیست‌محیطی و رشد تولید ناخالص داخلی (GDP) را نشان می‌دهد: بر اساس این بحث که بحثی ساختگی است، شاخص‌های مختلف تخریب زیست‌محیطی معمولاً با رشد اقتصادی مدرن، بدتر می‌شود، تا وقتی که میانگین درآمد در طول دوره توسعه، به نقطه مشخصی برسد. بعضی پژوهش‌ها نشان داده‌اند در این نقطه مشخص، شاخص‌های تخریب زیست‌محیطی شروع به بهبود می‌کنند. این بحث ابتدا توسط جین گرامسان و پاول کروگر در مقاله «تأثیرات زیست‌محیطی قرارداد تجارت آزاد آمریکای شمالی» مطرح و مشهور شد. این مقاله فقط نشان داد گاز گلخانه‌ای غیرمستقیم، دی‌اکسید سدیم، ماده تاریک و ذرات معلق الگویی به شکل U معکوس دارند. بلافاصله پس از طرح این مقاله، بانک جهانی و بکرمن این موضوع را به اشتباه تفسیر کردند و بحث آن را به این شکل در سیاست‌های خود در نظر گرفتند که همه تأثیرات منفی زیست‌محیطی، الگوی منحنی زیست‌محیطی کوزنتس را دنبال خواهند کرد. تحقیقات فراوانی نتیجه گرفتند که فراتر از این آلاینده‌ها و مسائلی نظیر کیفیت آب که تهدیدی فوری برای سلامت انسان محسوب می‌شوند، رشد تولید ناخالص داخلی نیز به محیط زیست آسیب می‌زند و با «نقطه عطف» دیرپای خود، کمکی به محیط زیست نمی‌کند. منحنی کوزنتس زیست‌محیطی منجر به انتخاب‌های نامناسب در سیاست‌گذاری و آسیب‌های زیست‌محیطی زیادی شد.

### انتقادات بیشتر
کاربردپذیری منحنی کوزنتس زیست‌محیطی در مورد مباحث آلاینده‌هایی غیر هوایی، بعضی کاربردهای منابع طبیعی و حفاظت از تنوع زیستی، مناقشات زیادی دربردارد. مثلاً ممکن است افزایش درآمد موجب کاهش مصرف انرژی، زمین و منابع (گاهی اوقات اثر بوم‌شناختی نامیده می‌شود) نشود. درحالیکه نسبت سرانه انرژی به تولید ناخالص داخلی حقیقی کاهش یافته‌است، مصرف کل انرژی هنوز در بیشتر کشورهای توسعه یافته در حال افزایش است، و به همان میزان، انتشار کل بسیاری از گازهای گلخانه ای نیز رو به افزایش است. بعلاوه، وضعیت بسیاری از «خدمات کلیدی اکوسیستم» که توسط اکوسیستم‌ها تهیه می‌شود، از جمله تهیه آب تازه، حاصلخیزی خاک ، و شیلات، همچنان در کشورهای توسعه یافته رو به زوال است. طرفداران منحنی کوزنتس زیست‌محیطی می‌گویند این رابطه متغیر، ضرورتاً موجب بی‌اعتبار شدن فرضیه نمی‌شود، بلکه ممکن است کاربرد منحنی‌های کوزنتس در شاخص‌های مختلف زیست‌محیطی با در نظر گرفتن اکوسیستم‌های مختلف، شرایط اقتصادی متفاوت، مقررات و فناوری‌های مختلف هر یک از کشورها، تفاوت‌هایی دربرداشته باشد به این معنی که منحنی کوزنتس زیست‌محیطی دیگر یک نظریه معتبر تلقی نمی‌شود زیرا به‌طور کلی برای محیط زیست طبیعی کاربرد ندارد و عواملی به جز درآمد نیز، در بهبود محیط‌زیست نقش دارند.
دست کم یک منتقد می‌گوید آمریکا هنوز در تلاش است تا سطح درآمد لازم برای اولویت‌بندی آلاینده‌های زیست‌محیطی مشخصی نظیر انتشار کربن را کسب کند و بنابراین هنوز باید منحنی کوزنتس زیست‌محیطی را دنبال کند. یاندل و همکاران استدلال می‌کنند منحنی کوزنتس زیست‌محیطی برای کربن کاربرد ندارد زیرا بیشتر آلاینده‌ها از جمله سرب و گوگرد، مشکلات محلی به وجود می‌آورند، بنابراین جدیت و واکنش بیشتری برای پاکسازی محل از این قبیل آلاینده‌ها نیاز است. وقتی کشوری توسعه می‌یابد، ارزش نهایی پاکسازی این قبیل آلاینده‌ها، بهبود مستقیم قابل‌توجهی در کیفیت زندگی شهروندان آن به وجود می‌آورد. بالعکس، کاهش انتشار دی‌اکسید کربن تأثیر چشمگیری بر سطح زندگی محلی ندارد، بنابراین انگیزه اصلی پاکسازی آلودگی ناشی از آن، تنها به دلیل نوع دوستانه بهبود محیط زیست جهانی است. این موضوع تبدیل به «فاجعه ای برای انبازه‌ها» شده‌است. در این تراژدی، برای همه کاراتر است که محیط زیست را آلوده کنند و هیچ‌کس آن را تمیز نکند، درنتیجه وضعیت برای همه بدتر می‌شود. (هاردین، ۱۹۶۸) بنابراین حتی در کشوری مانند آمریکا با سطح بالای درآمد نیز، انتشار کربن مطابق با منحنی کوزنتس زیست‌محیطی، در حال کاهش نیست. درهرحال به نظر می‌رسد اتفاق نظر کمی در این باره وجود دارد که آیا منحنی کوزنتس زیست‌محیطی با توجه به انتشار دی‌اکسیدکربن شکل می‌گیرد یا خیر، زیرا دی‌اکسیدکربن یک آلاینده جهانی است که هنوز باید اعتبار آن در محدوده منحنی کوزنتس اثبات شود. یاندل و همکاران نیز نتیجه گرفتند «سیاست‌هایی که رشد اقتصادی را تحریک می‌کنند (آزادسازی تجارت، بازسازی اقتصادی و اصلاح قیمت) باید برای محیط زیست نیز مفید باشند.»
سایر منتقدین اشاره می‌کنند محققان، هنگامی که مقیاس‌های بلندمدت‌تر ارزیابی می‌شوند، با شکل منحنی نیز مخالفند؛ مثلاً میلیمت و استنگاس، شکل سنتی «U معکوس» را رد می‌کنند و به صورت یک N در نظر می‌گیرند که نشان می‌دهد با توسعه یک کشور، آلودگی افزایش می‌یابد و هنگامی که کشوری به آستانه تولید ناخالص داخلی می‌رسد، آلودگی کاهش می‌یابد و سپس وقتی افزایش درآمد ملی ادامه می‌یابد، آلودگی مجدداً افزایش می‌یابد. این قبیل یافته‌ها هنوز مورد مناقشه هستند، اما اهمیت زیادی دارند زیرا پرسش مهمی را مطرح می‌کنند که آیا زمانی که کشوری به آستانه اقتصادی مشخصی می‌رسد، آلودگی شروع به کاهش می‌کند یا خیر و آیا کاهش آلودگی فقط مربوط به آلاینده‌های محلی است یا خیر و آیا این آلودگی به سادگی به کشورهای فقیرتر در حال توسعه صادر می‌شود یا خیر. لوینسون نتیجه می‌گیرد منحنی کوزنتس زیست‌محیطی برای پشتیبانی از سیاست‌گذاری در بخش آلودگی صرف‌نظر از اینکه سیاست لسه فر یا سیاست مداخله‌گر را به کار گیرد کافی نیست. با این‌حال مطبوعات، از مقالاتی از این دست استفاده زیادی کرده‌اند.
ارو و همکاران می‌گویند اگر در چرخه توالی آلودگی- درآمد از جوامع کشاورزی (تمیز) به سوی اقتصادی صنعتی (به شدت آلوده)، و سپس به سوی اقتصادی خدماتی (تمیزتر)، آلودگی به دلیل سطوح درآمد بالاتر و مصرف انبوه از سوی جمعیت، مجدداً افزایش یابد، این توالی اشتباه خواهد بود. یک مشکل این مدل این است که قدرت پیشبینی ندارد زیرا مشخص نیست مرحله بعد توسعه اقتصادی به چه شکل خواهد بود. 
سوری و چاپمن استدلال می‌کنند منحنی کوزنتس زیست‌محیطی در مقیاس جهانی قابل‌کاربرد نیست، زیرا احتمالاً کاهش آلودگی خالص در مقیاس جهانی اتفاق نخواهد افتاد. کشورهای ثروتمند معمولاً فعالیت‌هایی که بیشترین آلودگی را ایجاد می‌کند، از جمله تولید لباس و مبلمان را به کشورهای فقیرتری صادر می‌کنند که هنوز در حال پیشرفت صنعتی هستند. (سوری و چاپمن، ۱۹۹۸) بنابراین، همزمان با توسعه کشورهای فقیر، دیگر جایی برای صدور آلودگی‌های کشورهای ثروتمند باقی نمی‌ماند. این چرخه پاکسازی زیست‌محیطی که همراه با رشد اقتصادی اتفاق می‌افتد، نمی‌تواند به شکل نامحدودی قابل تکرار باشد، زیرا ممکن است در نهایت دیگر جایی برای صادرات زباله و فرآیندهای آلاینده‌زا وجود نداشته باشد. اما ژن گروسمن و آلن بی کروگر، نویسندگانی که ابتدا بین رشد اقتصادی، پاکسازی زیست‌محیطی و منحنی کوزنتس همبستگی ایجاد کردند، نتیجه می‌گیرند شواهدی وجود ندارد که کیفیت شرایط محیط زیست، با رشد اقتصادی به صورت یکنواخت بدتر شود.
استرن هشدار می‌دهد «انجام مطالعات اقتصادسنجی بد، کار بسیار آسانی است» و «سابقه استفاده از منحنی کوزنتس زیست‌محیطی، به خوبی نشان می‌دهد چه اشتباهاتی در این زمینه انجام می‌شود». او درمی‌یابد «به ویژگی‌های آماری داده‌های استفاده شده، توجه نشده‌است، از جمله وابستگی سریالی یا روندهای تصادفی در سری‌های زمانی؛ و آزمون‌های اندکی دربارهٔ درستی مدل انجام شده‌است. درهرحال یکی از اهداف اصلی انجام اقتصادسنجی، آزمایش این موضوع است که روابط واضح که بین پدیده‌ها دیده می‌شوند… معتبر هستند یا خیر، و کدام یک از این روابط، دارای همبستگی‌های کاذب هستند». او یافته‌های صریح خود را به این شکل بیان می‌کند: «وقتی این قبیل آمارها را در نظر می‌گیریم و از روش‌های مناسبی استفاده می‌کنیم، متوجه می‌شویم منحنی کوزنتس زیست‌محیطی وجود ندارد. (پرمن و استرن ۲۰۰۳) درعوض، دیدگاه واقع‌بینانه‌تری دربارهٔ تأثیر رشد اقتصادی و تغییرات تکنولوژیکی بر کیفیت زیست‌محیطی پیدا می‌کنیم. به نظر می‌رسد بیشتر شاخص‌های تنزل زیست‌محیطی، به‌طور یکنواخت با توجه به درآمد در حال افزایش هستند، هرچند «کشش درآمد» کمتر از یک است و فقط تابع ساده‌ای از درآمد نیست. تأثیرات مرتبط به زمان نیز تأثیرات زیست‌محیطی را در کشورها با همه سطوح درآمد، کاهش می‌دهند. درهرحال، در کشورهای در حال رشد که درآمد متوسط دارند، تأثیر مقیاس که موجب افزایش آلودگی و سایر عوامل تخریب زیست‌محیطی می‌شود، این تأثیر زمانی را تشدید می‌کند. در کشورهای ثروتمند، رشد آهسته‌تر است و تلاش برای کاهش آلودگی می‌تواند بر تأثیر مقیاس غلبه کند. این بحث، مبدأ تأثیر آشکار منحنی کوزنتس زیست‌محیطی است.»
بعلاوه، منحنی کوزنتس زیست‌محیطی نمی‌تواند آسیب زیست‌محیطی دائمی را برگرداند، از جمله از دست رفتن تنوع زیستی، جنگل‌های قدیمی و قله‌های یخی. بیشتر تخریب زیست‌محیطی که به شکل یک منحنی کوزنتس زیست‌محیطی اتفاق می‌افتد نمی‌تواند به حالت قبل برگردد، صرف‌نظر از اینکه جریان‌های آسیب زیست‌محیطی تا چه حد علامت‌های نمودار را تغییر دهند، حتی اگر منحنی کوزنتس زیست‌محیطی می‌توانست پیش‌بینی صحیحی ارائه کند، که تاکنون نیز به این صورت نبوده‌است.